# بوكرفيدي (أرارات)
مدينة بوكرفيدي (بالأرمينية:Փոքր Վեդի) (بالإنجليزية: Pokr Vedi)‏ هي إحدى المدن التابعة لمقاطعة أرارات في أرمينيا. يقدر عدد سكانها بـ 3319 نسمة حسب الإحصاء الذي جرى عام 2011.